# Alexander Jakowlewitsch Danilewski

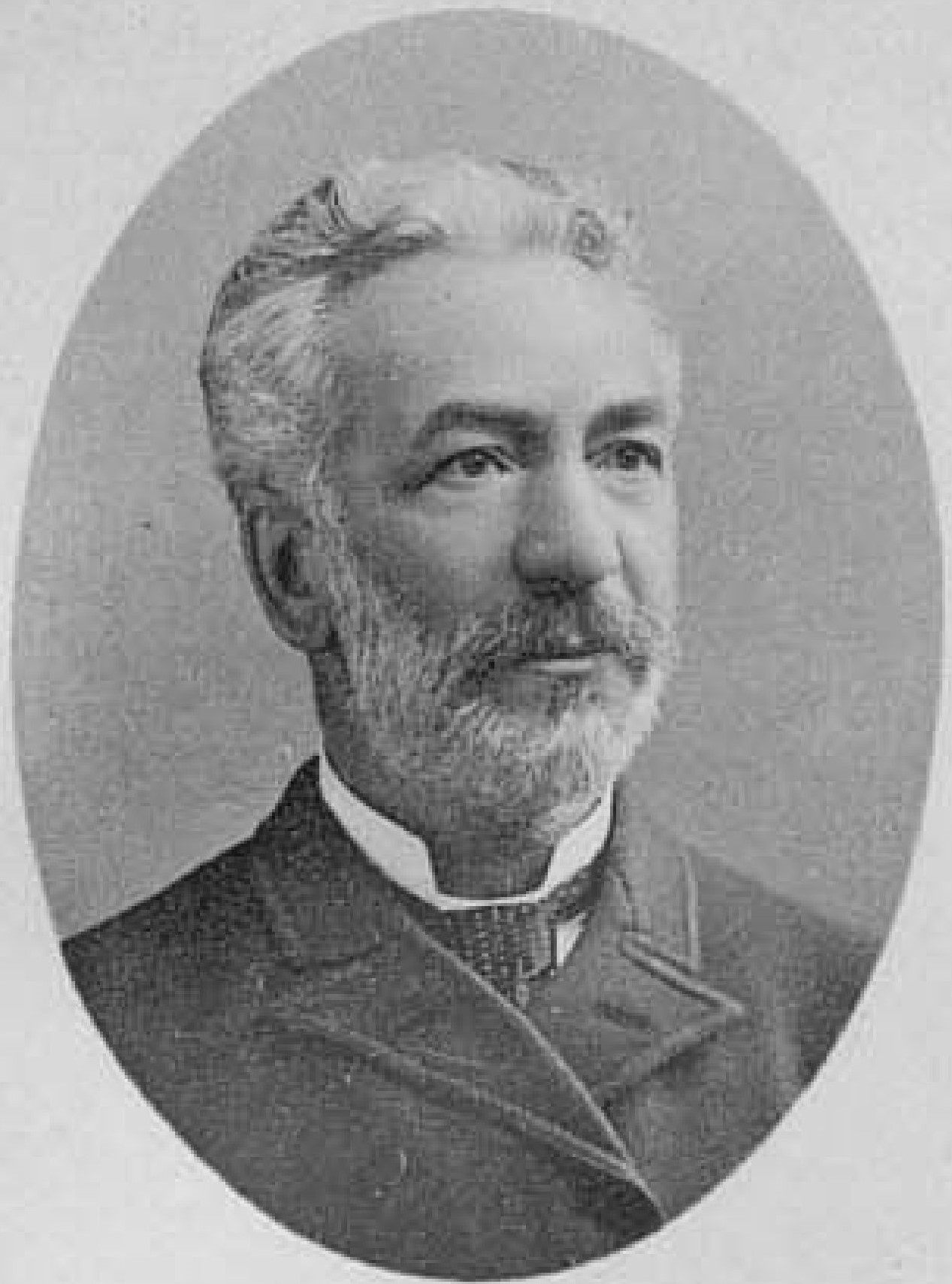
Alexander Jakowlewitsch Danilewski

Alexander Jakowlewitsch Danilewski, russisch Александр Яковлевич Данилевский (* 10. Dezemberjul. / 22. Dezember 1838greg. in Charkow; † 18. Juni 1923 in Petrograd) war ein russischer Biochemiker, Physiologe und Pharmakologe.

## Leben
Danilewski beendete 1860 sein Medizinstudium in Charkow, 1863 erwarb er den Doktor der Medizin und erhielt im selben Jahr eine außerordentliche Professur in Kasan. Zwischen 1878 und 1885 ging er ins Ausland, um in verschiedenen Laboratorien zu arbeiten. 1886 erhielt er die Professur für medizinische Chemie in Charkow. 1892 folgte eine weitere an der Militärmedizinischen Akademie, die er von 1906 bis 1910 leitete.
Danilewski gelang 1862 erstmals die Trennung der Enzyme der Bauchspeicheldrüse und damit der Nachweis des Trypsins. Er schloss frisches Pankreasgewebe mit Sand und Wasser in einen Mörser auf, entfernte die groben Bestandteile und sättigte die Lösung mit Magnesiumoxid, wodurch er die Pankreaslipase und andere Bestandteile abtrennte. Das Filtrat mit Trypsin und Elastase trennte er mit einer Alkohol-Ether-Kollodiumlösung.